# Шекталь
Ше́кталь или Пи́саны-Дол (нем. Scheckthal; в.-луж. Pisany Doł) — деревня в Верхней Лужице, Германия. Входит в состав коммуны Ослинг района Баутцен в земле Саксония. Подчиняется административному округу Дрезден.
Находится в южной части района Лужицких озёр. В нескольких километрах на юг от деревни находится административный центр коммуны Ослинг. Через деревню проходит автомобильная дорога К 9227, соединяющая её на юго-востоке с автомобильной дорогой S 95.
На севере деревни располагается природоохранный заповедник Дубренкское болото и на юге — шахтные разработки бурого угля.
Соседние населённые пункты: на востоке — деревня Дубренк (входит в городские границы города Виттихенау), на юге — Ослинг и на западе — деревня Чисов (входит в городские границы города Бернсдорф).